# Nikolaikirche (Siegen)

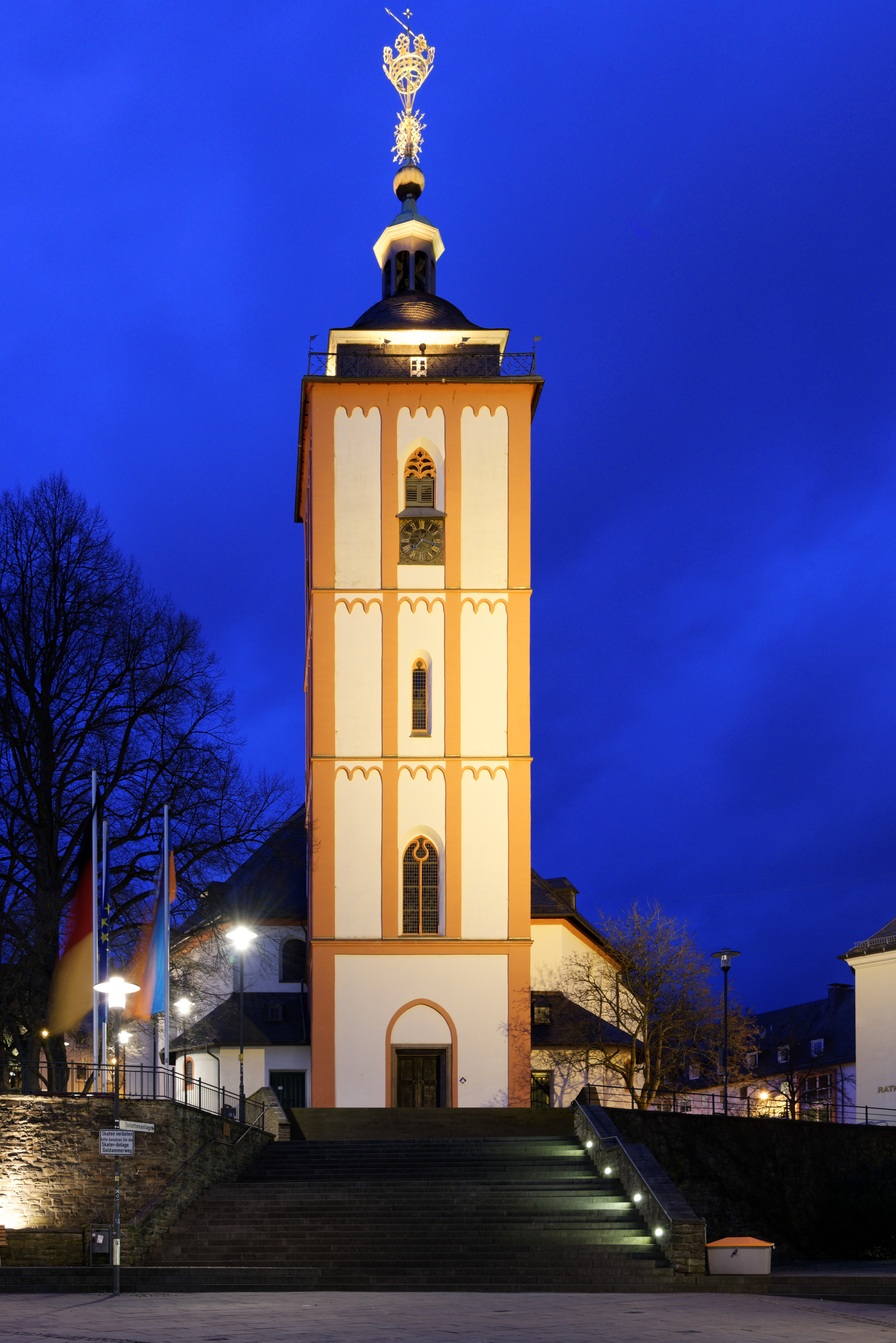
Der Turm der Nikolaikirche in Siegen bei Nacht, Ansicht von Westen

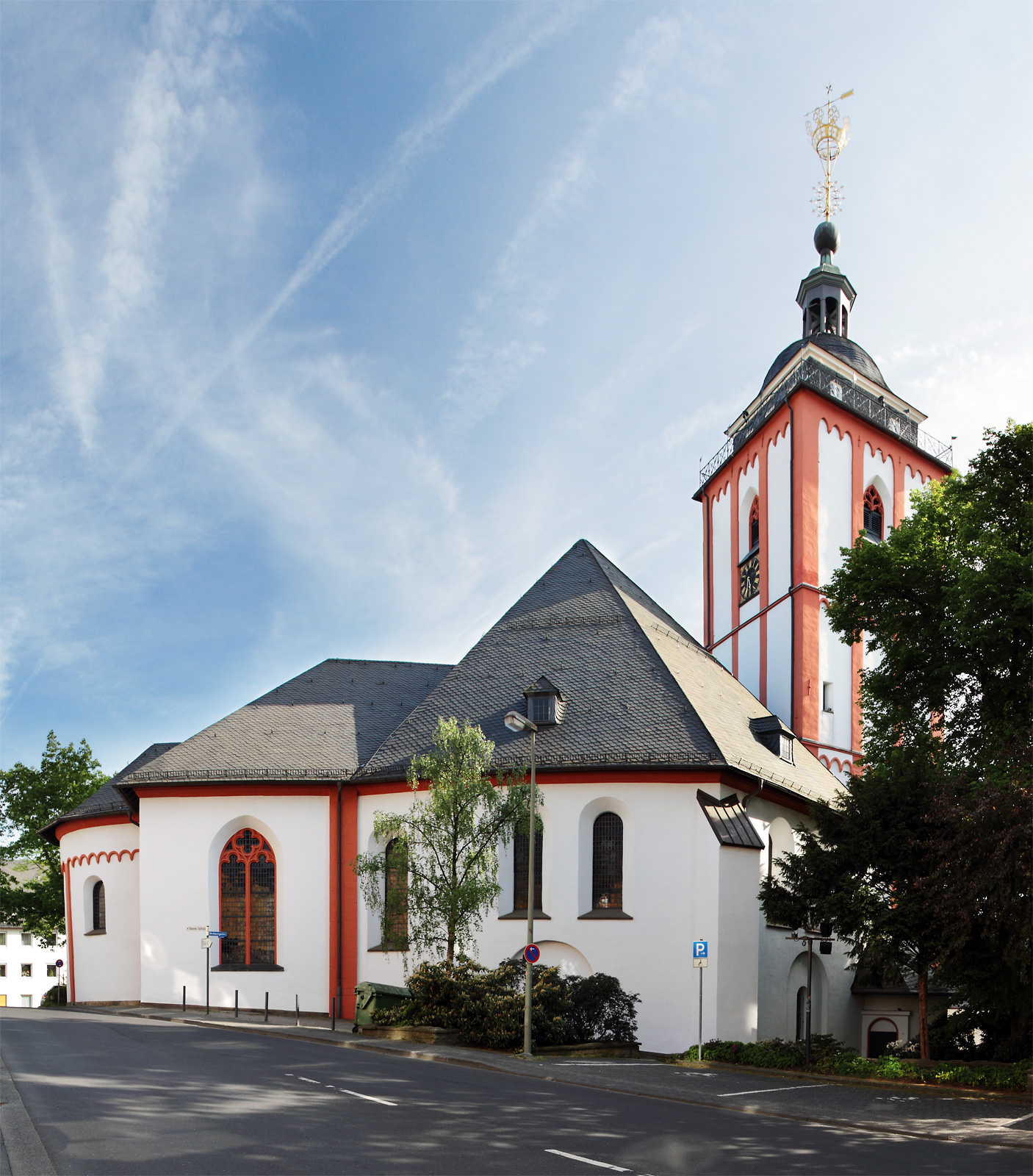
Ansicht von Norden mit Apsis, Chor, dem sechseckigen Kirchenschiff und dem Turm mit dem „Krönchen“ (2011)

Die Nikolaikirche ist ein Kirchengebäude in der nordrhein-westfälischen Stadt Siegen, dessen Geschichte auf das 13. Jahrhundert zurückgeht. Die Kirche steht auf dem Siegberg, dem Siedlungskern der mittelalterlichen Altstadt. Ihre architektonische Besonderheit erhält sie durch ihren sechseckigen Grundriss; das Kirchenschiff ist das einzige europäische Hallenhexagon nördlich der Alpen. Der Kirchturm der Nikolaikirche trägt mit dem Krönchen das Wahrzeichen der Stadt Siegen, eine geschmiedete und vergoldete Krone mit über zwei Metern Durchmesser aus dem 17. Jahrhundert. Als höchstes Gebäude auf dem Siegberg prägt der Kirchturm mit 53 Meter Höhe und mit auffälligem rot-weißem Anstrich die Silhouette der Stadt. Internationale Bekanntheit erlangte die Kirche durch ihren Kirchenschatz mit einer silbernen Taufschale aus dem 16. Jahrhundert. Seit der Reformation ist die Nikolaikirche eine evangelische Kirche, seit 1580 evangelisch-reformierte Pfarrkirche Siegens. Unterhalb der Kirche liegen das Siegener Rathaus und der Marktplatz.

## Lage

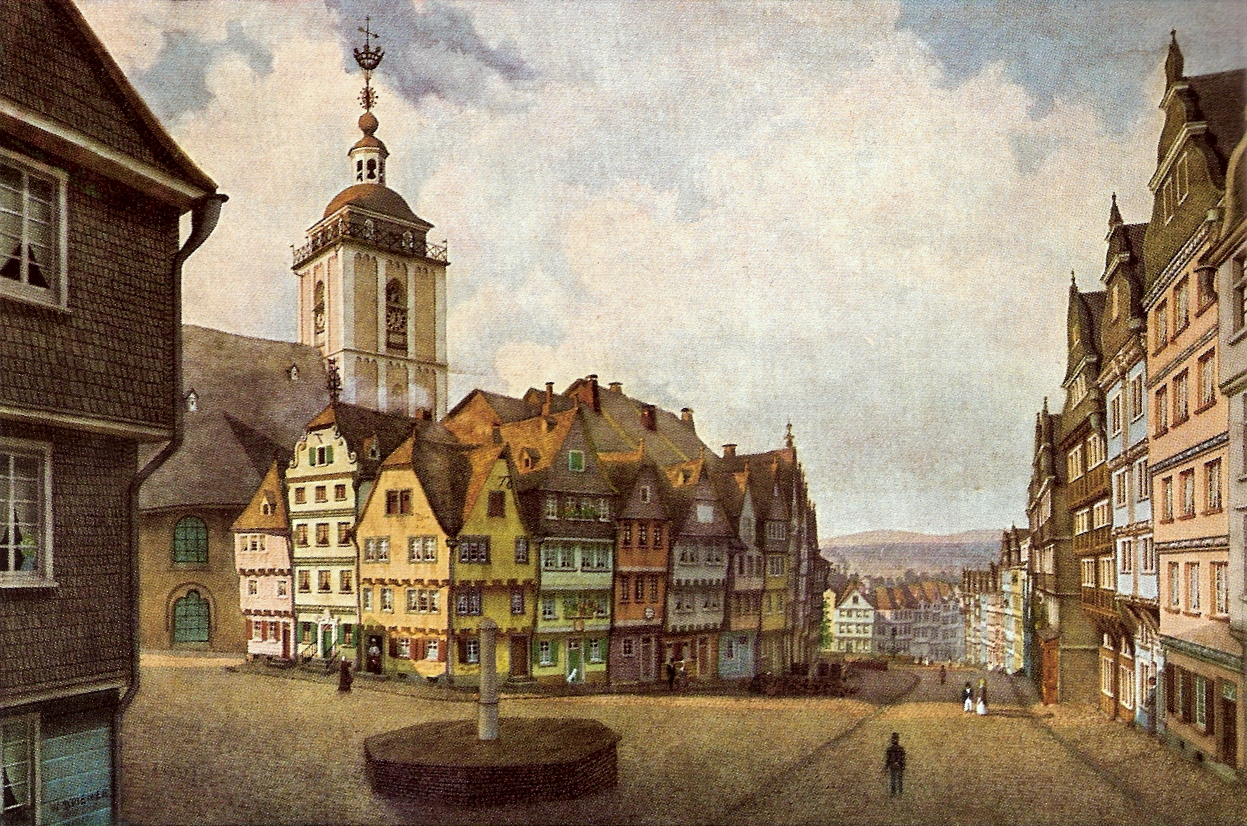
Die Nikolaikirche mit dem Häuserblock „Klubb“, 1869 abgebrannt. Historisierendes Aquarell von Wilhelm Scheiner, den Zustand von etwa 1850 darstellend. Ansicht von Nordosten

Die Nikolaikirche steht in der historischen Altstadt Siegens auf dem Bergrücken des 307 Meter hohen, von Westen nach Osten ansteigenden Siegbergs nahe dem höchsten Punkt des Berges in dessen östlicher Hälfte. Auf dem höchsten Punkt des Siegbergs befindet sich in etwa 300 m Entfernung östlich der Kirche die Residenz der katholischen Linie des Hauses Nassau-Siegen, das Obere Schloss. Beide Bauten sind durch die Burgstraße miteinander verbunden, die in ost-westlicher Richtung schnurgerade durch die ehemalige Burgfreiheit des Schlosses führt. Unmittelbar westlich der Nikolaikirche befinden sich der Marktplatz und das Siegener Rathaus. Die Kirche ist im Osten und im Süden von schmalen Straßen mit drei- bis vierstöckigen Gebäuden mit gemischter Nutzung durch Wohnungen und Handel umgeben; auf der Südseite steht das als Gemeindehaus genutzte Gebäude. Auf der Nordseite der Nikolaikirche stand bis ins 19. Jahrhundert ebenfalls Wohnbebauung; ein Häuserblock, der im Volksmund „Klubb“ genannt wurde. Dieser wurde im Jahr 1869 durch einen Großbrand zerstört und nicht wieder aufgebaut. Seit den 1970er Jahren befindet sich dort eine Grünanlage, die dem ehemaligen Oberbürgermeister der Stadt Alfred Fissmer (1878–1966) gewidmet ist.

## Geschichte

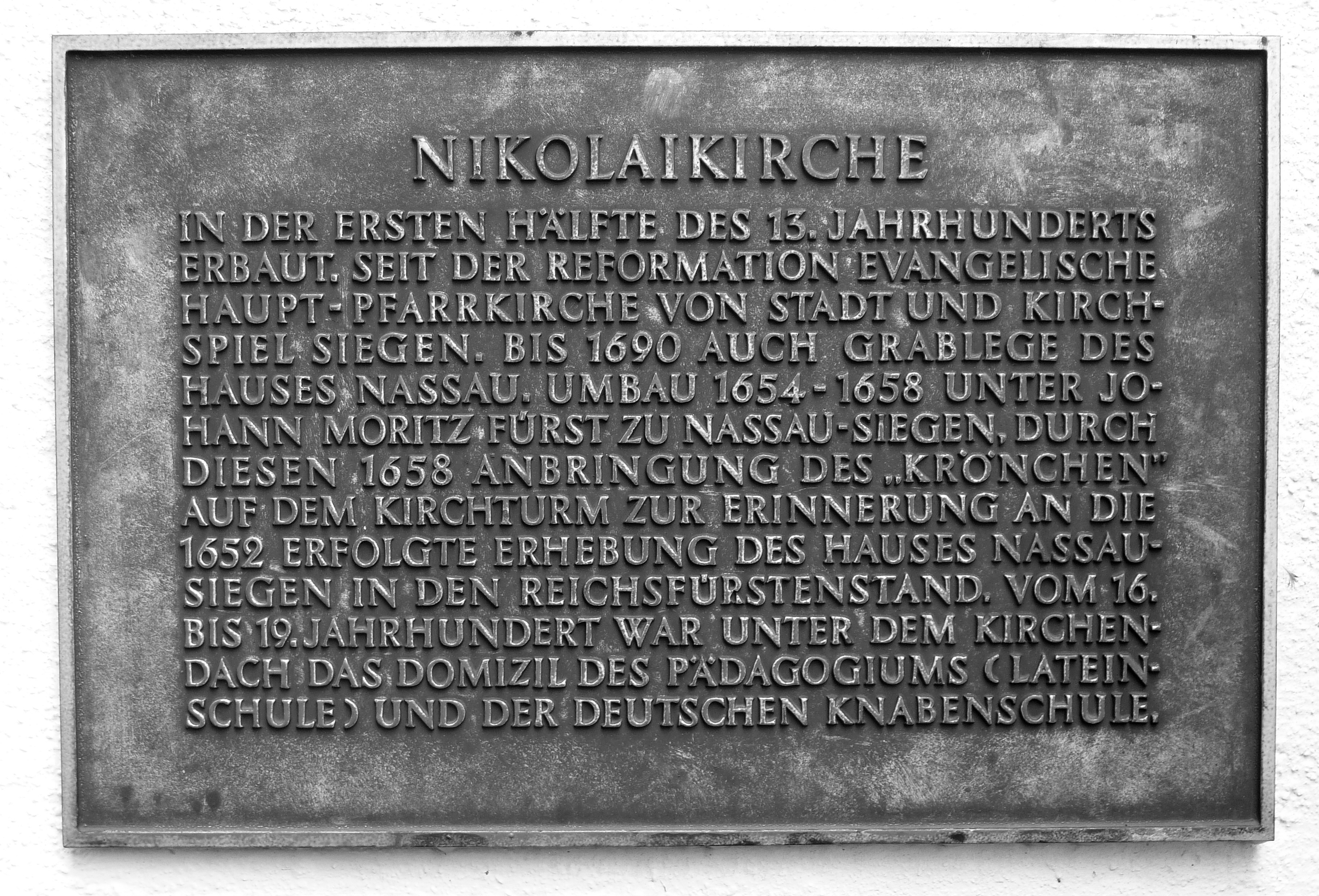
Texttafel an der Kirche

### Die frühe Geschichte der Kirche

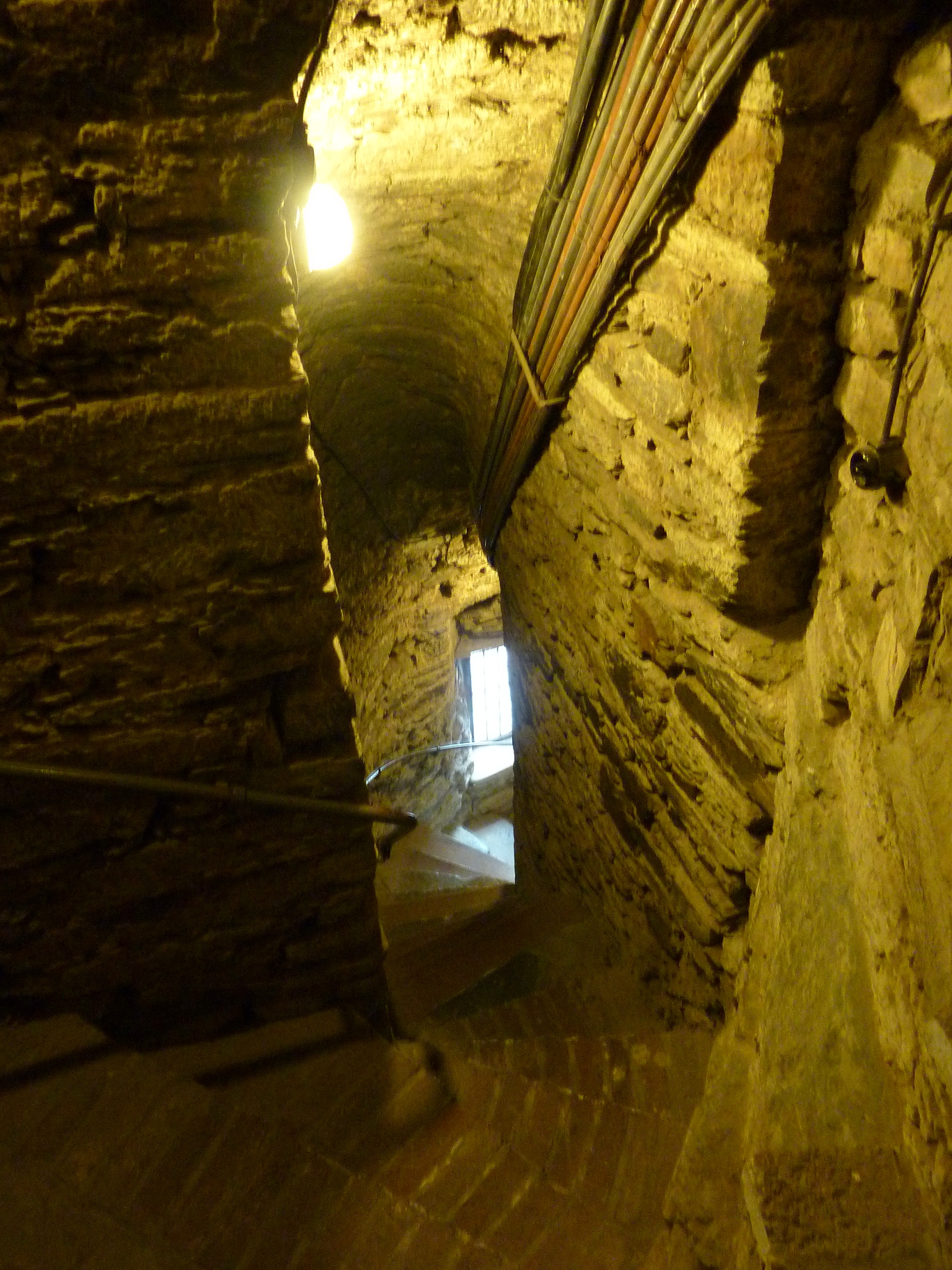
Treppenhaus und Bruchsteinmauerwerk im Kirchturm, 2010

Die Geschichte der Nikolaikirche beginnt in der ersten Hälfte des 13. Jahrhunderts. Die Kirche wurde als zweiter, zusätzlicher Kirchenbau auf der höher gelegenen östlichen Hälfte des Siegbergs errichtet, nach der auf das 11. Jahrhundert datierten Martinikirche, die auf dessen westlichem Bergsporn steht. Die Martinikirche blieb katholische Pfarrkirche der Stadt und die Nikolaikirche wurde in den ersten Jahrhunderten ihres Bestehens als zusätzliche Kapelle sowie als Taufkirche für den nassauischen Adel genutzt. Da das städtische Kaufhaus (im damaligen Rathaus der Stadt) und der Markt unmittelbar neben dem Kirchenbau lagen, wählte man als Namenspatron den Schutzheiligen der Kaufleute und Händler, St. Nikolaus. Eine Urkunde vom 9. Oktober 1317 nennt mehrere an der Nikolauskirche amtierende Priester. Die Urkunde berichtet außerdem von der Errichtung eines zweiten Altars, der, dem Erzengel Michael geweiht, von Graf Heinrich und Gräfin Adelheid zu Nassau gestiftet worden war. An diesem Nebenaltar sollte laut Verfügung der Stifter „für alle Zukunft“ ein zweiter täglicher Gottesdienst gehalten werden. Der Altar wurde im Jahr 1549 wieder abgebrochen. Von einem dritten Altar, der Heiligen Margarethe gewidmet, wird aus dem Jahr 1517 berichtet. Aus der Entstehungszeit der Nikolaikirche sind darüber hinaus nur wenige weitere Überlieferungen und Urkunden erhalten geblieben. Aus der Bauform wird jedoch gefolgert, dass sich der ursprüngliche Charakter des Gebäudekerns seit dem 13. Jahrhundert mindestens bis ins späte 19. Jahrhundert erhalten hat.

### Der Bau des Kirchturms
Der Kirchturm wurde erstmals urkundlich am 25. November 1455 erwähnt. Das Dokument berichtet von einem Gutachten zur Errichtung des Kirchturmes, das die Stadt Siegen beim Steinmetz Jorge von Wetzlar in Auftrag gegeben hatte. Mit dem Bau des Turms wurde wenig später begonnen; für das Jahr 1461 sind „wesentliche Fortschritte“ dokumentiert. Die Finanzierung des Turmbaus erfolgte hauptsächlich über von der Stadt erhobene Steuern, unter anderem auf Wein und Bier sowie auf den Handel mit landwirtschaftlichen Erzeugnissen. Zusätzlich nahm der Rat der Stadt Darlehen bei wohlhabenden Bürgern auf und rief alle Bürger zu Spenden auf. Die Steine für das Bruchsteinmauerwerk des Turms wurden in Siegen am Ziegenberg gebrochen. Kragsteine und Formsteine für die Fensterfassungen stammen aus Marburg und wurden auch von Marburger Steinmetzen eingesetzt. Der Turmhelm wurde im Jahr 1463 errichtet, und der Kirchturm erhielt ein vergoldetes Kruzifix auf der Spitze. Die im selben Jahr gegossene Stundenglocke im Turmhelm stammt vom Glockengießer Hanns Kannegiesser. Die Glocke kam gleichzeitig mit der ersten Uhr der Kirche auf den Turm. Gegen Ende des Jahres 1464 war der Bau des 53 Meter hohen Turmes, der die Stadt finanziell sehr belastet hatte, abgeschlossen.

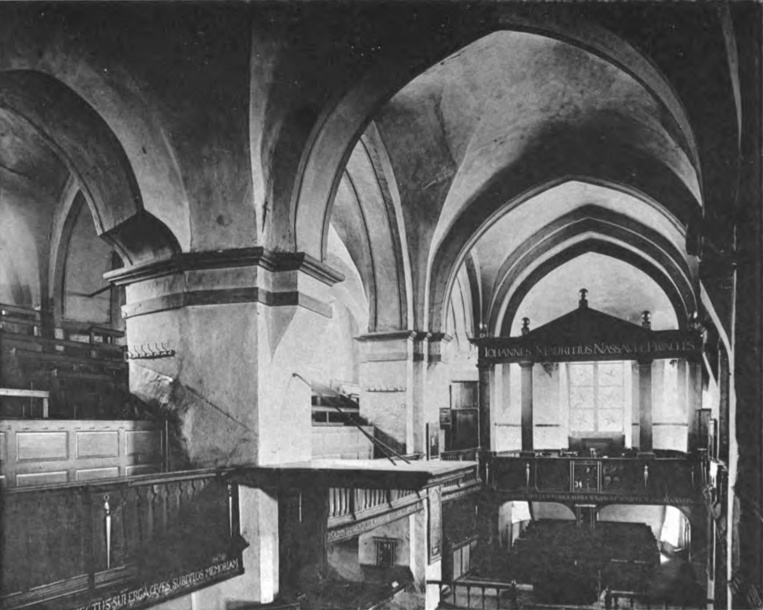
Innenansicht der Kirche mit Blick nach Nordosten, 1897. In der Bildmitte Kanzel mit Schalldeckel; rechts in der Apsis der „Fürstenstuhl“

### Erweiterungen unter Fürst Johann Moritz
Im Jahre 1530 wurde die Nikolaikirche evangelisch. Seit der Reformation ist sie Haupt-Pfarrkirche der Stadt Siegen. Nach dem Dreißigjährigen Krieg wurde die Kirche vor allem auf Veranlassung des Territorialherren Fürst Johann Moritz von Nassau-Siegen einige Male umgebaut. So wurde zum Beispiel die ursprünglich gotische Turmhaube durch eine barocke ersetzt, und der Turm erhielt 1537 ein Wächterhaus unmittelbar unter dem Turmhelm. Auch im Inneren der Kirche fanden einige Umbauarbeiten statt. Fürst Johann Moritz ließ den Innenraum im Jahr 1658 nach dem Vorbild reformierter Kirchen in Frankreich und in den Niederlanden erneuern. In die Kirche wurden Emporen eingezogen, die Kanzel wurde in die Mitte der Kirche verlegt und mit einem Schalldeckel ausgestattet. Außerdem ließ der Fürst für sich eine eigene Empore mit Baldachin in der Apsis der Kirche errichten, den „Fürstenstuhl“. Ebenfalls auf die Initiative von Fürst Johann Moritz zurück ging die Belegung von Teilen des Kirchenfußbodens mit rechteckigen gusseisernen Platten im Jahr 1663. Zuvor war der Boden der Kirche wegen seiner „sehr unförmigen und halsbrecherischen Steine“ kritisiert worden. Aufgrund der Eigenschaft des Fürsten als Großmeister des Johanniterordens tragen die Platten jeweils ein Johanniterkreuz. Einige dieser Bodenplatten sind heute im Oberen Schloss der Stadt Siegen in der Eingangshalle des Siegerlandmuseums ausgestellt. Auch das Krönchen auf dem Turm der Nikolaikirche, ein Geschenk des Fürsten, stammt aus dieser Zeit. Die Treppenhäuser nördlich und südlich vom Turm sind aus dem Jahr 1666.

### Lateinschule unter dem Dach, Wachhaus auf dem Turm

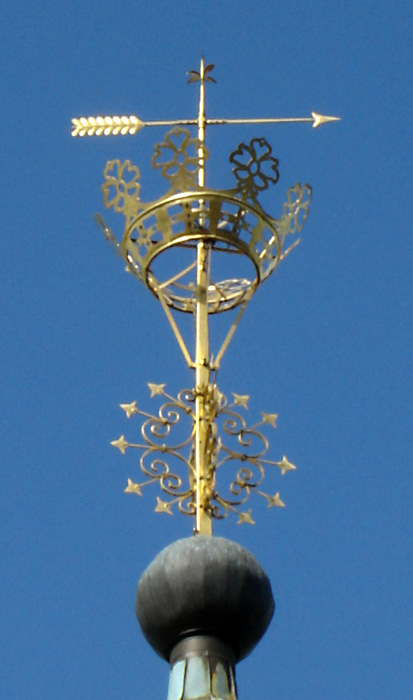
Das Krönchen

In der Nikolaikirche befand sich eine seit dem frühen 14. Jahrhundert nachweisbare Schule. Für das Jahr 1607 ist eine Lateinschule mit fünf Klassenräumen unter dem Kirchendach belegt. Die Räume lagen unmittelbar über den Gewölben des Kirchenschiffs und waren über einen Treppenturm mit 72 Stufen erreichbar. Für die Schule wurde das Satteldach der Kirche mit mehreren Dachgauben versehen, der Dachfirst erhielt einen Reiter mit Schulglocke. Diese Lateinschule bestand bis zum Jahr 1817; aus ihr ging das heutige Siegener Gymnasium am Löhrtor hervor.
Am 1. Oktober 1855 wurde die bis dahin vorhandene Turmwache auf dem Turm der Nikolaikirche, erheblichen Unmutsäußerungen aus der Bevölkerung zum Trotz, abgeschafft. Seit 1994 befindet sich in den drei Räumen des Türmers ein kleines Museum, in dem unter anderem ein Zifferblatt aus dem 16. Jahrhundert sowie Unruh und Pendel der Turmuhr, die bis 1905 in Verwendung waren, ausgestellt sind. Eine Tür führt in östlicher Richtung auf die Turmplattform. Der Wandelgang um das rechteckige Wachthaus bietet eine Aussicht auf große Teile der umliegenden Stadt sowie einen Fernblick in alle Himmelsrichtungen.

## Krönchen
Fürst Johann Moritz von Nassau-Siegen ließ am 17. August 1658 aus Dank für seine Erhebung in den Reichsfürstenstand eine große vergoldete Krone, im Volksmund Krönchen genannt, auf dem Turm der Nikolaikirche anbringen. Oberhalb einer Windrose ist die Krone mit einem Durchmesser von 2,35 Metern angebracht, darüber befindet sich ein Windpfeil mit einer Länge von dreieinhalb Metern. Im Laufe der Jahrhunderte wurde das Krönchen stark durch Korrosion beschädigt. Immer wieder wurden Reparaturen durchgeführt, 1993 brach jedoch bei einer starken Sturmböe der Mast. Daher wurde das ursprüngliche Krönchen durch ein Replikat aus Edelstahl und Kupferblech ersetzt. Dieses Replikat wurde mit 23¾-karätigem doppelstarkem Blattgold vergoldet. Das Original hängt seitdem im Eingangsbereich der Kirche im Turm.

## Architektur

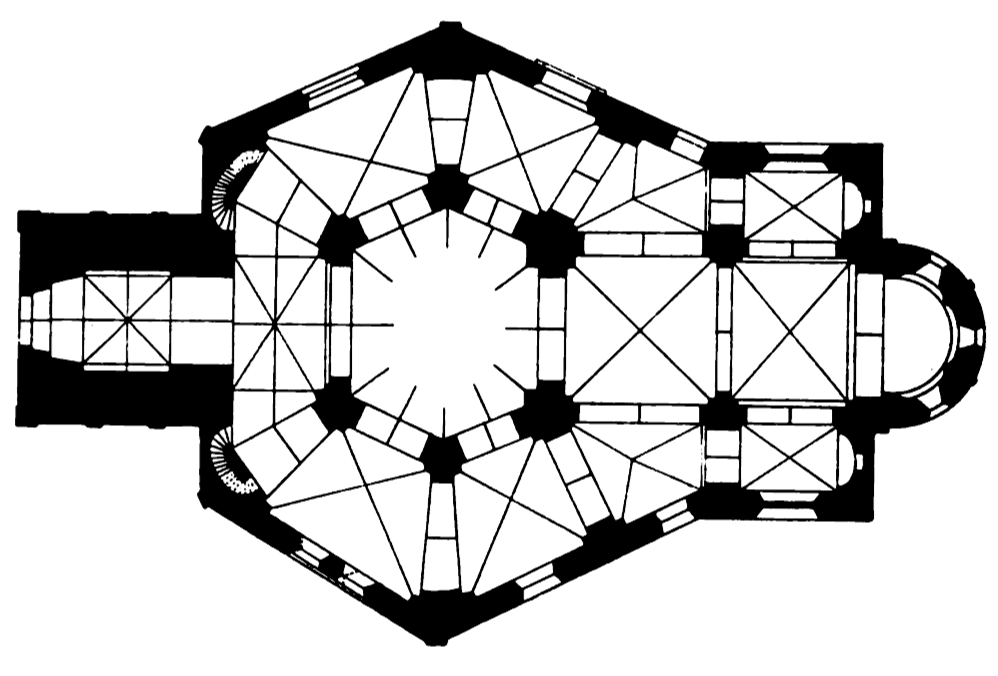
Der Grundriss der Nikolaikirche im späten 19. Jahrhundert (bis 1903)

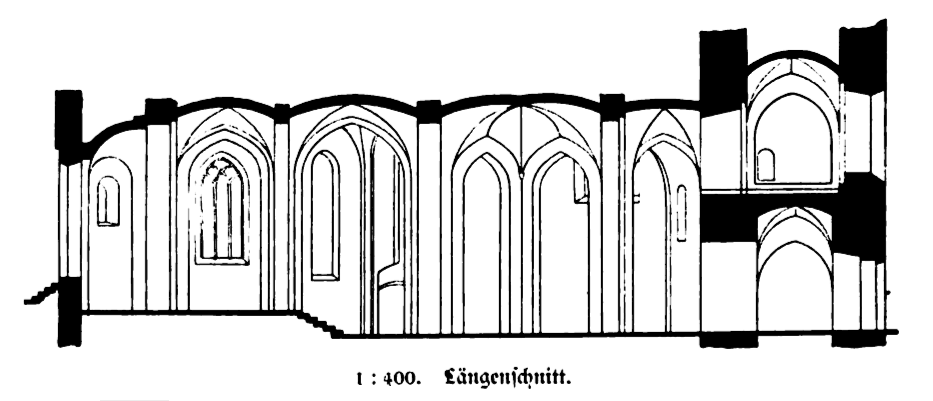
Längsschnitt der Kirche, spätes 19. Jahrhundert

Das Besondere an der Architektur der Nikolaikirche Siegen ist der kompakte, in seiner Grundform sechseckige Grundriss des Kirchenschiffs, der in Fachkreisen als romanisches Hallenhexagon bezeichnet wird. Diese nördlich der Alpen einzigartige Bauform wird auf die Hanglage des Grundstücks zurückgeführt, die ein Gebäude mit weiter in die Länge gestreckter Grundfläche kaum zugelassen hätte. Der Kirchturm ist der westlichen Wand des Kirchenschiffs vorgesetzt; in östlicher Richtung schließen sich an das Mittelschiff ein rechteckiger, einjochiger Chor und eine halbrunde Apsis an. Die Gewölbe von Kirchenschiff und Chor werden von insgesamt acht den Innenraum gliedernden Säulen getragen.

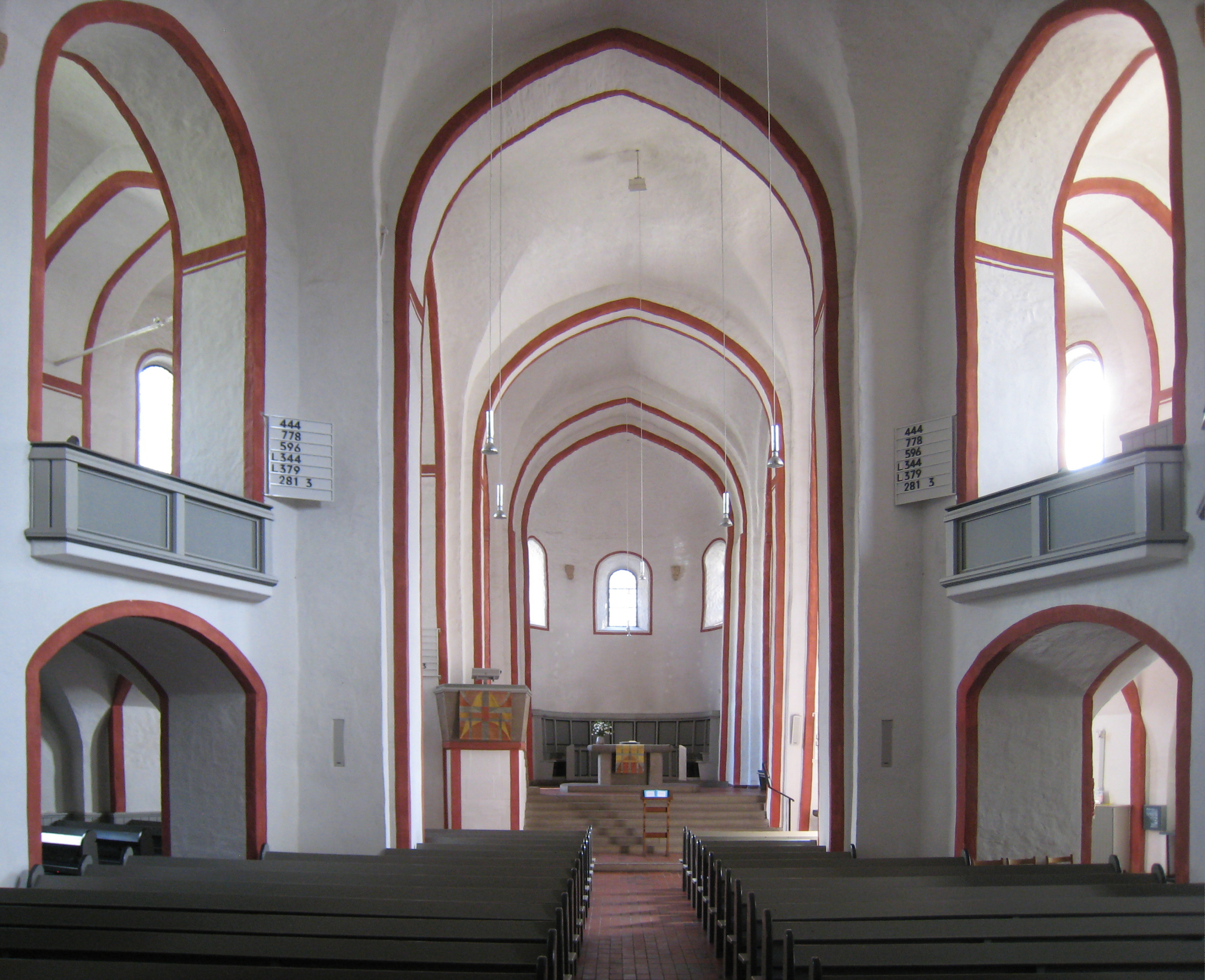
Blick nach Osten zum Chor

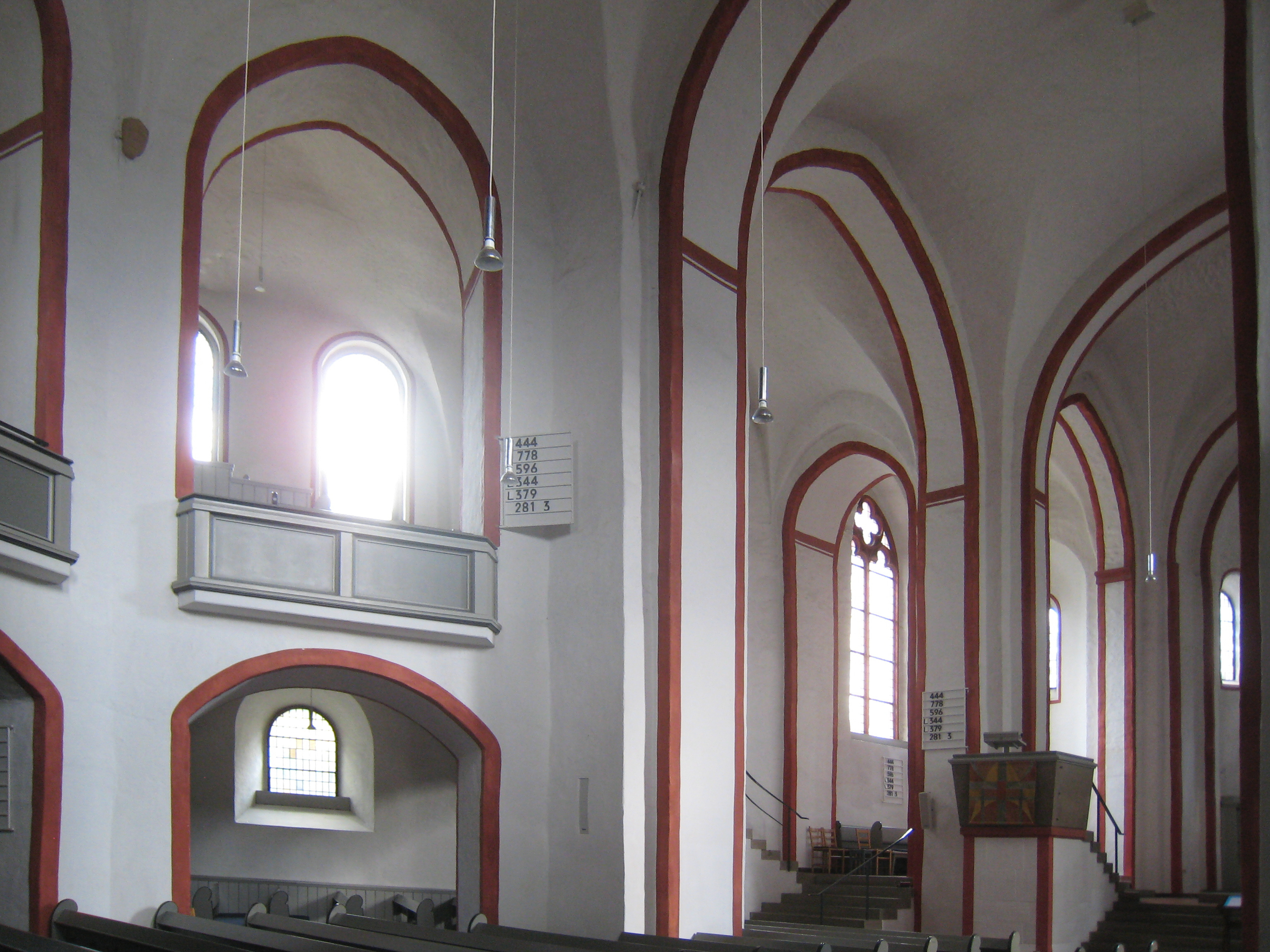
Blick durchs Kirchenschiff nach Nordosten

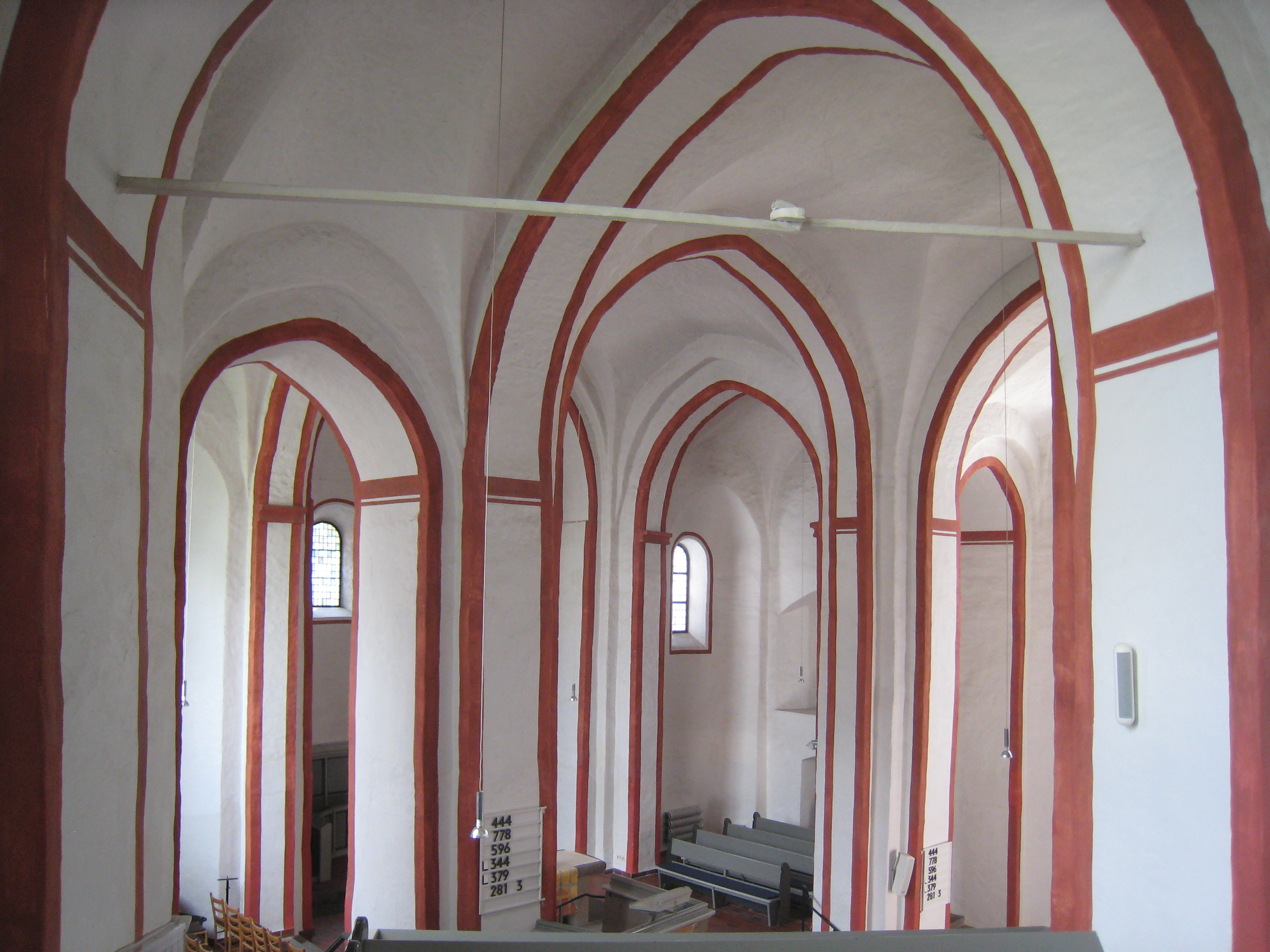
Blick von der Nordempore nach Osten

### Umgestaltung der Kirche 1903–1905

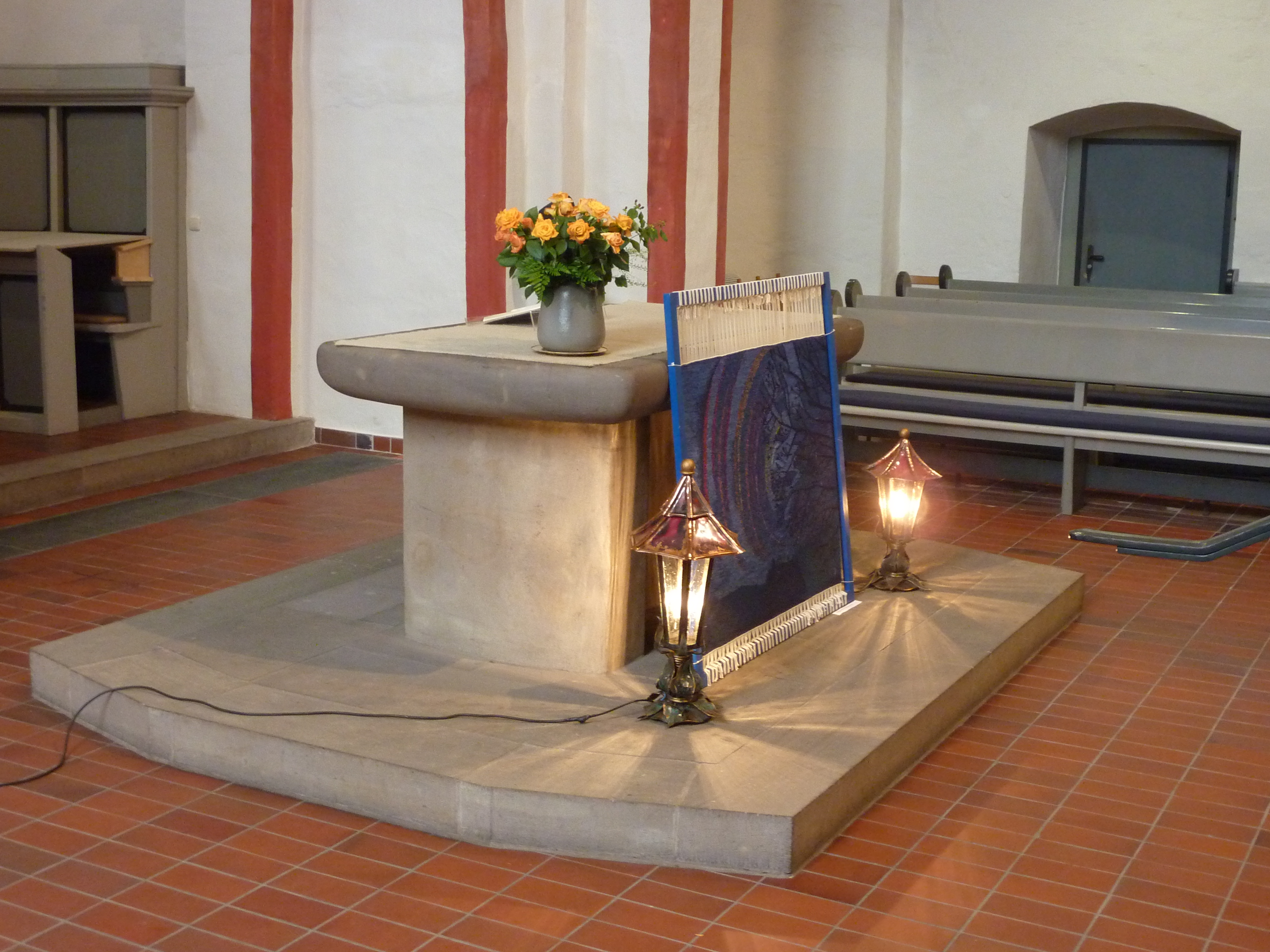
Der Abendmahlstisch im Chor der Kirche, 2010

In den Jahren 1903 bis 1905 wurde das Äußere der Kirche im Zuge von Renovierungsarbeiten stark verändert und dem damaligen Zeitgeschmack angepasst. Die Entwürfe für den Umbau stammten von dem Herborner Architekten Ludwig Hofmann, Kirchenbaumeister der evangelischen Kirche in Nassau. Auf die diagonal aus den Längsseiten herausragenden Wände wurden bis auf Dachfirsthöhe Giebel aufgesetzt, um das seit dem Bau der Kirche vorhandene einfache Satteldach durch ein sternförmiges Dach ersetzen zu können, das die Sechseckform des Grundrisses stärker betonte. Die Kirche erhielt zu beiden Seiten des rechteckigen Glockenturms einen bis Traufhöhe reichenden runden Treppenturm aus Grauwacke-Bruchstein, und dem Hauptportal wurde eine laubenförmige Halle vorgesetzt. Der weißgestrichene Putz der Außenmauern wurde dem historisierenden Geschmack entsprechend entfernt, so dass das Bruchsteinmauerwerk an den Außenseiten aller Mauern offenlag. Auch die Inneneinrichtung der Kirche wurde im Zuge dieser Maßnahmen verändert. Die Anordnung der Emporen und Kirchenbänke passte man dem sechseckigen Grundriss an, der „Fürstenstuhl“ wurde aus der Apsis entfernt, und an seine Stelle rückte die Kirchenorgel. Bei den Renovierungsarbeiten im Kirchenschiff kamen mehrere dekorative Malereien mit christlichen Motiven zutage, darunter vier Darstellungen des Leidensweges und der Kreuzigung Christi. Die Gemälde datierte man auf das 13. Jahrhundert, kurz nach der Errichtung der Kirche; die Werke waren vermutlich im Rahmen eines Bildersturms übermalt worden. Das Innere des Kirchenschiffs erhielt eine neue, ebenfalls historisierende Bemalung.

### Die Kirche nach dem Zweiten Weltkrieg
Im Zweiten Weltkrieg wurde die Stadt Siegen am 16. Dezember 1944 von alliierten Streitkräften bombardiert. Bei diesem Bombenangriff wurde auch die Nikolaikirche mit Ausnahme des Kirchturms fast völlig zerstört; das Gebäude brannte bis auf die Grundmauern nieder. Ein Übergreifen des Feuers auf den Turm mit dem historischen Glockenstuhl wurde nur durch eine erst in den beiden Vorjahren eingesetzte Brandschutztür zwischen Dachboden und dem Turm verhindert.

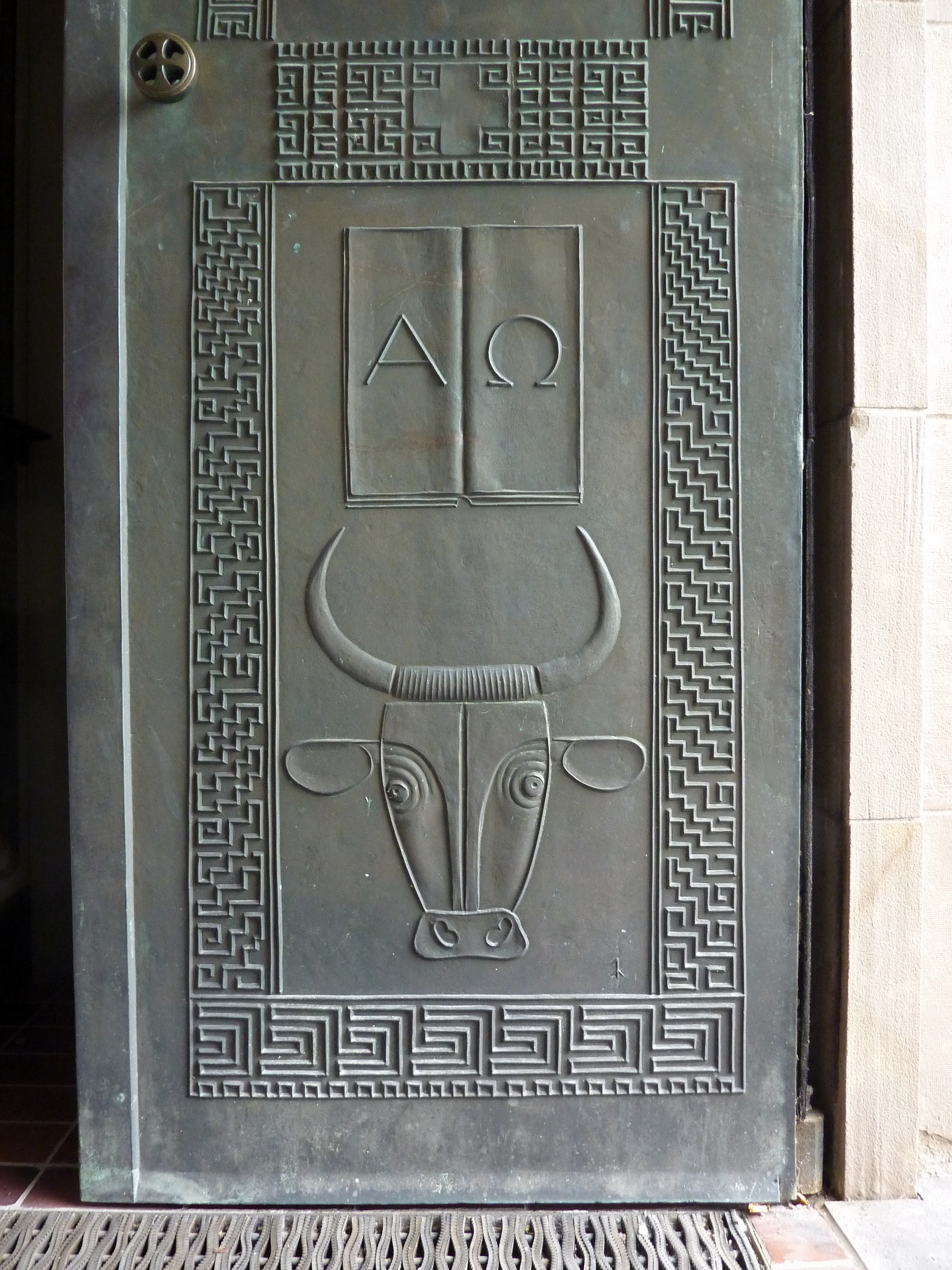
Von Gerhard Marcks gestaltetes Symbol des Evangelisten Lukas auf der Außenseite eines der Türflügel des Hauptportals

Der Wiederaufbau der Kirche nach dem Krieg nahm zehn Jahre in Anspruch. Beim Wiederaufbau wurde das Dach in seiner heutigen Form als Zeltdach gebaut, die Entwürfe für das Dach stammen von den Architekten Heinrich Brands und Denis Boniver. Auf den Wiederaufbau der historisierenden An- und Aufbauten aus dem frühen 20. Jahrhundert wurde verzichtet, lediglich die Sockelgeschosse der Treppentürme wurden als Seiteneingänge beibehalten. Die Sakristei zog in einen neu errichteten Anbau mit Pultdach auf der Südseite des Gebäudes unmittelbar am Chor. Das Innere des Kirchenschiffs erhielt erneut gerade, auf den Chor ausgerichtete Bankreihen, die Kirchenorgel wanderte von der Apsis auf die Empore an der westlichen Innenwand. Im Chor fand ein schlichter Abendmahlstisch Platz. Auf sämtliche dekorative Bemalung des Innenraums wurde verzichtet, stattdessen erhielten Wände und Decken einen schmucklosen weißen Anstrich.
Im Zuge des Wiederaufbaus bekam die Nikolaikirche auch ein neues Hauptportal. Mit der Gestaltung der Außenseite der Flügeltür wurde der Künstler Gerhard Marcks (1889–1981) beauftragt. Marcks wählte als Motive auf den aus Eisenguss bestehenden Türflügeln eine Unterteilung in vier kassettenförmige Felder mit schlicht gestalteten Reliefs der Symbole der vier Evangelisten Matthäus, Johannes, Markus und Lukas; außerdem trägt jede der vier Kassetten auf der Tür die symbolhafte Darstellung eines aufgeschlagenen Buches mit den griechischen Buchstaben Alpha und Omega.
In den Jahren 1975/1976 wurden die Außenmauern der Kirche erneut verputzt und in den Farben Weiß (Grundfarbe) und Ochsenblutrot (gliedernde Elemente wie Gesimse, Friese und Lisenen) gestrichen. Auch der Innenraum des Kirchenschiffs wurde mit solchen rot abgesetzten Elementen optisch gegliedert. Im Jahr 2002 wurde der Außenanstrich erneuert, da er unter Witterungseinflüssen gelitten hatte.

## Ausstattung
Neben der Initiierung und Finanzierung mehrerer baulicher Veränderungen an der Nikolaikirche in der Mitte des 17. Jahrhunderts schenkte Fürst Johann Moritz der Kirche im Jahr 1658 sowohl silbernes Abendmahlsgerät als auch eine wertvolle silberne Taufschale. In einem Brief vom 16. November 1789 beschreibt der damalige zweite Prediger der Nikolaikirche, Jakob Wilhelm Grimm, den Umfang des fürstlichen Geschenks: 

„Ehrwürdige Fürstliche Gnaden Geschenk an Silbergeschirr, als da ist: ein großes silbernes Becken 21 Mark 11 Lot und 2 Quint, zwei silberne vergoldete Kannen 12 Mark 7 Lot 3 Quint, zwei silberne vergoldete Becher mit Deckel 7 Mark 5 Lot, ein großer silberner Teller 3 Mark 5 Lot, macht alles zusammen 44 Mark 13 Lot 1 Quint schwer.“

### Abendmahlsgeräte
Die zwei Becher, die bis zum heutigen Tag beim Abendmahl verwendet werden, stammen aus dem Besitz der Eltern von Fürst Johann Moritz. Dies ist den Inschriften im Fuß der Becher zu entnehmen. Ebenso sind hier die Wappen der Grafschaften Nassau, Katzenelnbogen, Vianden und Diez zu erkennen. Die Becher bestehen aus Silber und sind vergoldet, ihr Herstellungsjahr ist 1623.
Auf dem kleinen Abendmahlsteller (auch Patene) findet sich das Wappen von Fürst Johann Moritz zu Nassau-Siegen. Aus den dargestellten Bestandteilen des Wappens lässt sich das Alter auf die Jahre zwischen 1652 und 1654 eingrenzen.

### Taufbecken

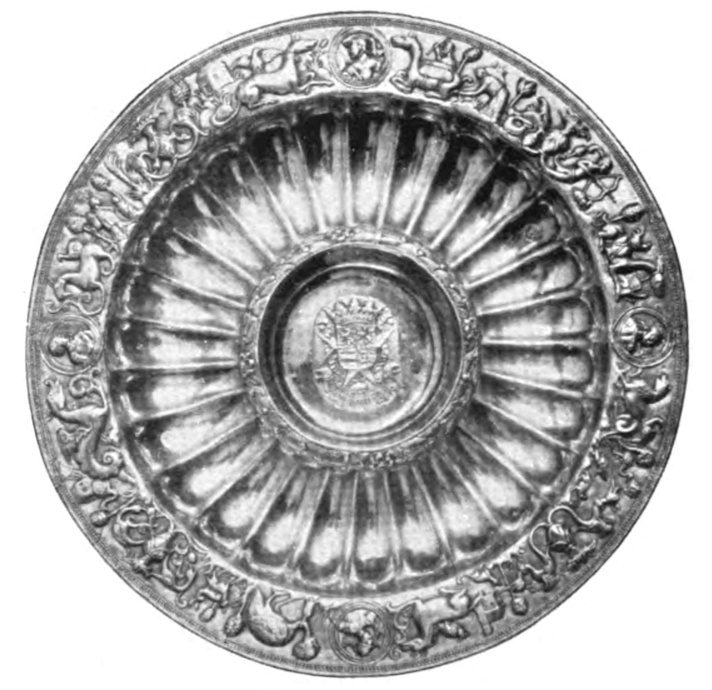
Silbernes Taufbecken aus dem Kirchenschatz, 16. Jahrhundert

Zentraler Kunstgegenstand des Kirchenschatzes ist ein silbernes, auf der Innenseite vergoldetes Becken. Mit einem Durchmesser von 54 cm und einem Gewicht von etwa 5 kg ist es eine 1586 im Hochland von Peru angefertigte Silberschmiedearbeit der Spätrenaissance, die ursprünglich als Handwaschschüssel hergestellt worden war. Der Rand der Schale ist mit aufwendigen allegorischen Darstellungen von Menschen und verschiedenen Tieren verziert. Fürst Johann Moritz erhielt die Schale im Jahr 1658 von einem kongolesischen König. Er ließ sie mit einem zusätzlichen Fuß mit Inschrift versehen und in der Mitte der Innenseite das fürstliche Wappen anbringen. Die Übersetzung der im Fuß befindlichen Inschrift lautet: Johann Moritz, Fürst von Nassau, weiht 1658 dieses Geschenk, das er, als er in Brasilien Regierungsgeschäfte wahrnahm, von einem afrikanischen König im Kongo erhielt, zum Gebrauch bei der heiligen Taufe der reformierten Kirche Siegens. Die so nachbearbeitete Schale schenkte Johann Moritz laut Kirchendokumenten während eines Gottesdienstes am achten Sonntag nach Trinitatis im Jahr 1658 (1. August) der Nikolaikirche, wo sie seitdem als Taufschale verwendet wird.
Der lange Weg dieser kunstgeschichtlich interessanten Silberschmiedearbeit von Peru über den Kongo nach Brasilien und von dort letztendlich bis in Siegens Nikolaikirche folgt ein Stück der damaligen Kolonialgeschichte. Die Taufschale ist weit über Siegen hinaus bekannt und wurde unter anderem im Jahr 2004 im Metropolitan Museum of Art in New York City ausgestellt.

## Orgel

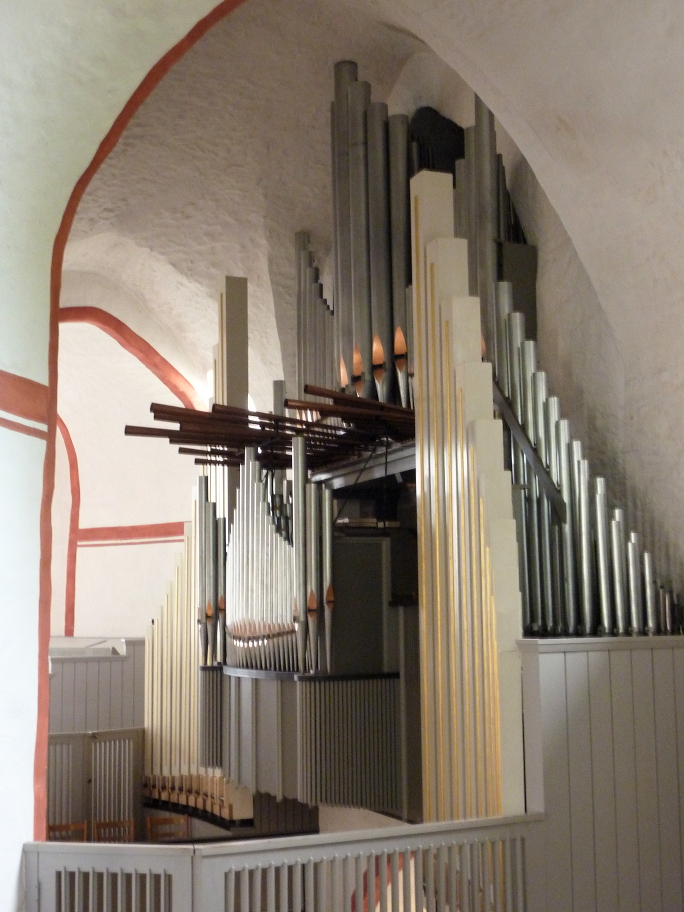
Die Kemper-Orgel von 1956 in der Nikolaikirche; Ansicht von der nördlichen Seitenempore

Eine Orgel in der Nikolaikirche ist erstmals in einer Siegener Stadtrechnung für die Jahre 1515/1516 dokumentiert. Diese wurde im Zuge der Einführung der Reformation in Siegen bereits in den Jahren 1555/1556 wieder abgebrochen. Auch die zweite Orgel der Kirche hatte aufgrund konfessioneller Konflikte lediglich Bestand von 1636 bis 1650. Eine dritte Kirchenorgel ist für die Jahre 1689/1690 überliefert. Aufgrund deren klanglicher Mängel gab die Stadt Siegen 1875 eine weitere neue Orgel mit 38 Registern bei dem Orgelbaumeister Friedrich Ladegast in Auftrag. Ladegast stellte diese Orgel im Jahr 1877 fertig; die Kosten beliefen sich auf 13.371 Mark. Im 20. Jahrhundert fanden mehrere Reparaturen und Umbauten an der Ladegast-Orgel statt; das Instrument wurde beim Bombenangriff auf Siegen am 16. Dezember 1944 mit der übrigen Inneneinrichtung der Kirche zerstört.
Die heutige Orgel der Nikolai-Kirche wurde 1956 von der Orgelbaufirma Emanuel Kemper & Sohn (Lübeck) nach der Disposition von Helmut Winter erbaut. Das neobarocke Instrument ist dem Baustil einer Arp-Schnitger-Orgel nachempfunden. Mit vier Manualen, Pedal und (ehemals) 56 Registern gilt es als die größte Kirchenorgel in Südwestfalen. Eine Besonderheit der Kemper-Orgel ist die horizontal in das Kirchenschiff hineinragende Pfeifenreihe der (Spanischen) Feldtrompete. Ein eigens einbestellter Gutachter wählte aus Gründen der Akustik als neuen Standort der Orgel statt der Apsis die Empore an der Westwand des Kirchenschiffs. In den Jahren 1993 bis 1994 überholte die Orgelbaufirma Kreienbrink (Osnabrück) die Orgel, wobei die Registertrakturen elektrifiziert wurden sowie elektrische Koppeln und eine Setzeranlage eingebaut wurden. Die Spieltraktur ist mechanisch. Das Instrument hat heute 55 Register auf vier Manualen und Pedal.
| I Rückpositiv C–g3 |                 |       |
| 01.                | Gedackt         | 08′   |
| 02.                | Quintade        | 08′   |
| 03.                | Prinzipal       | 04′   |
| 04.                | Rohrflöte       | 04′   |
| 05.                | Salizional      | 04′   |
| 06.                | Flachflöte      | 02′   |
| 07.                | Quinte          | 1 ⁄3′ |
| 08.                | Sequialtera II0 | 2 ⁄3′ |
| 09.                | Scharff V       |       |
| 10.                | Dulzian         | 08′   |
|                    | Tremulant       |       |

| II Hauptwerk C–g3 |               |       |
| 11.               | Bordun        | 16′   |
| 12.               | Prinzipal     | 08′   |
| 13.               | Gemshorn      | 08′   |
| 14.               | Oktave        | 04′   |
| 15.               | Spitzflöte    | 04′   |
| 16.               | Nasat         | 2 ⁄3′ |
| 17.               | Oktave        | 02′   |
| 18.               | Mixtur VI     |       |
| 19.               | Fagott        | 16′   |
| 20.               | Trompete      | 08′   |
| 21.               | Feldtrompete0 | 08′   |
|                   | Tremulant     |       |

| III Schwellwerk C–g3 |                  |        |
| 22.                  | Stillgedackt     | 16′    |
| 23.                  | Hohlflöte        | 08′    |
| 24.                  | Gambe            | 08′    |
| 25.                  | Vox coelestis    | 08′    |
| 26.                  | Ital. Prinzipal  | 04′    |
| 27.                  | Schweizerflöte   | 04′    |
| 28.                  | Quinte           | 2 ⁄3′  |
| 29.                  | Waldflöte        | 02′    |
| 30.                  | Terz             | 1 3⁄5′ |
| 31.                  | Septime          | 1 ⁄7′  |
| 32.                  | Streichmixtur V  |        |
| 33.                  | Scharff III      |        |
| 34.                  | Trompette harm.0 | 08′    |
| 35.                  | Hautbois         | 08′    |
|                      | Tremulant        |        |

| IV Oberwerk C–g3 |               |    |
| 36.              | Spitzgedackt0 | 8′ |
| 37.              | Gedackt       | 4′ |
| 38.              | Rohrflöte     | 2′ |
| 39.              | Oktave        | 1′ |
| 40.              | Scharff III   |    |
| 41.              | Vox humana    | 8′ |
|                  | Tremulant     |    |

| Pedal C–f1 |                  |     |
| 42.        | Prinzipal        | 16' |
| 43.        | Untersatz        | 16′ |
| 44.        | Oktave           | 08′ |
| 45.        | Holzgedackt      | 08′ |
| 46.        | Oktave           | 04′ |
| 47.        | Bordun           | 04′ |
| 48.        | Nachthorn        | 02′ |
| 49.        | Mixtur VIII      |     |
| 50.        | Rauschpfeife IV0 |     |
| 51.        | Posaune          | 32′ |
| 52.        | Posaune          | 16′ |
| 53.        | Trompete         | 08′ |
| 54.        | Trompete         | 04′ |
| 55.        | Klarine          | 02′ |
|            | Tremulant        |     |

- Koppeln: I/II, III/II, IV/II, IV/I, III/I, I/P, II/P, III/P, IV/P
- Spielhilfen: 256-fache Setzeranlage

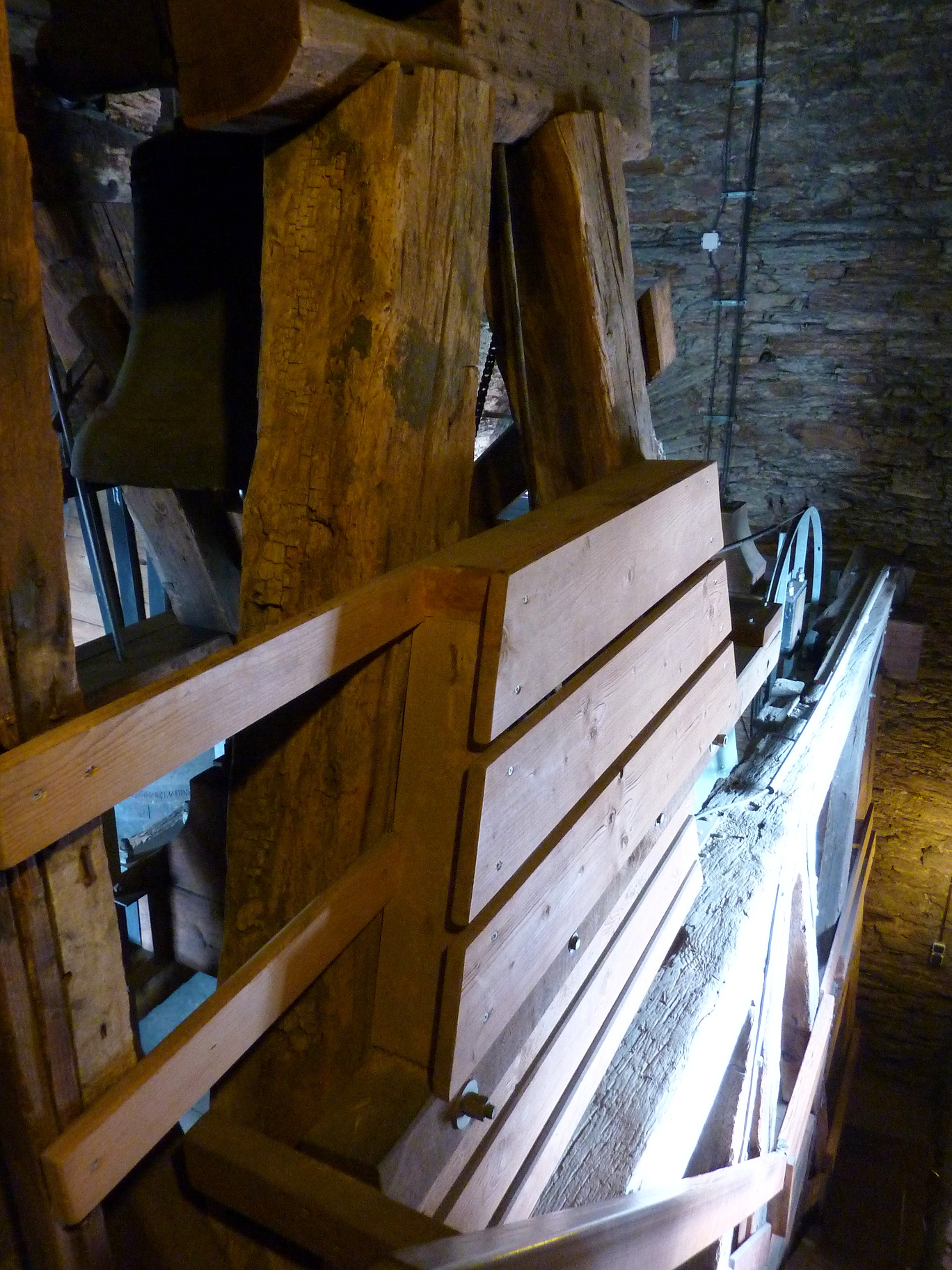
Der Glockenstuhl im Turm

## Glocken
Der Turm beherbergt sechs Glocken, von denen fünf aus dem Mittelalter stammen. Vier der Glocken wurden im 14. Jahrhundert gegossen, eine stammt aus dem Jahr 1408. Ein derartiger Bestand ist sonst nur noch im Herforder Münster vorzufinden. In der Turmlaterne hängt seit 1463 die Stundenglocke. Für ihre Herstellung war in der Stadt Metall – Töpfe und Schüsseln – gesammelt worden. Die fünf Glocken des liturgischen Geläuts befinden sich im Glockenstuhl unterhalb der Turmuhr. Die Läuteordnung ist an den Westwänden in der Nähe der Seiteneingänge einsehbar; das volle Geläut aller fünf Glocken ertönt zu Ostern, Pfingsten, Weihnachten und an Neujahr zum Jahreswechsel um Mitternacht sowie zu Konfirmationsgottesdiensten. Die älteste Glocke der Nikolaikirche, die Zeichenglocke aus dem Jahr 1300, ist zugleich die kleinste des Geläuts. Sie schlägt die Viertelstunden. Größte Glocke des Geläuts ist die Sturmglocke von 1335, die einzeln nur bei drohender Gefahr geläutet wurde. Die jüngste Glocke der Kirche, die Jung-Stilling-Glocke, kam im Jahr 1947 auf den Turm. Sie sollte die Abendglocke aus dem Jahr 1408 ersetzen, die 1919 einen Sprung bekommen hatte. Die Abendglocke konnte nach langjährigem Verbleib im Siegerlandmuseum im Jahr 1993 repariert werden und läutet seitdem wieder jeden Abend um 19 Uhr auf dem Turm.
| Nr. | Name                       | Liturgisches Amt                                           | Gussjahr | Gießer                                     | Ø (mm) | Gewicht (kg) | Nominal (HT-1/16) |
| 1   | Sturmglocke                | Gottesdienste zu Gründonnerstag und Karfreitag, Osternacht | 1335     | Magister Sifride                           | 1473   | 1980         | cis1 +5           |
| 2   | Marienglocke               | –                                                          | 14. Jh.  | Syfrit                                     | 1361   | 1808         | e1 +5             |
| 3   | Jung-Stilling-Glocke       | Betglocke, 7 und 12 Uhr                                    | 1947     | Glocken- und Kunstgießerei Rincker         | 1087   | 765          | fis1 +7           |
| 4   | Frühmess- oder Abendglocke | Abendbetglocke, 19 Uhr                                     | 1408     | unbekannt                                  | 1006   | 737          | a1 −1             |
| 5   | Zeichenglocke              | Viertelstundenschlag, separate Taufgottesdienste           | 14. Jh.  | Henricus und Magister Ludevicus de Vetslar | 690    | 236          | e2 −5             |
| I   | Stundenglocke              | Stundenschlag                                              | 1463     | Hans Kannengießer                          | 924    | 500          | a1 +5             |

Im 15. Jahrhundert schliefen die Glöckner der Nikolaikirche nachts in deren Küsterei, um die Glocken jederzeit läuten zu können. Dafür erhielten sie von der Stadt ein Jahresgehalt von acht Albus. Neben dem liturgischen Läuten gehörte es auch zu den Aufgaben der Glöckner, die Glocken bei drohenden Gefahren zu läuten, so zum Beispiel bei Gewitter. Die Inschrift der Marienglocke, „man soll mich läuten in Gottes Ehre und in der Not der Bürger“ berichtet von deren Nebenaufgabe als Notglocke (siehe auch untenstehende Abbildung).

### Die Inschriften der fünf mittelalterlichen Kirchenglocken
(Nachzeichnungen von Albert Ludorff aus dem Jahr 1903)

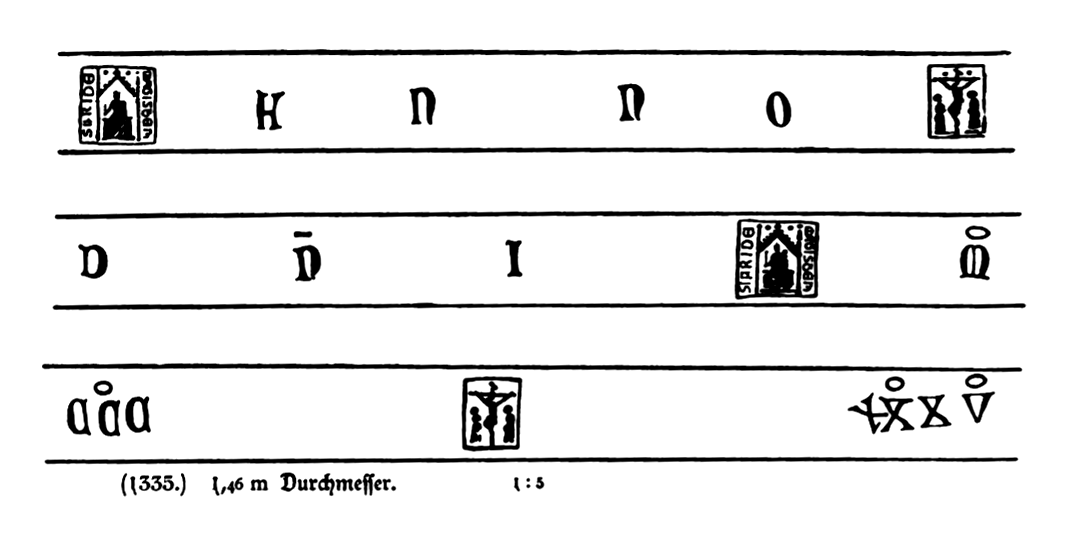
Inschrift der Sturmglocke
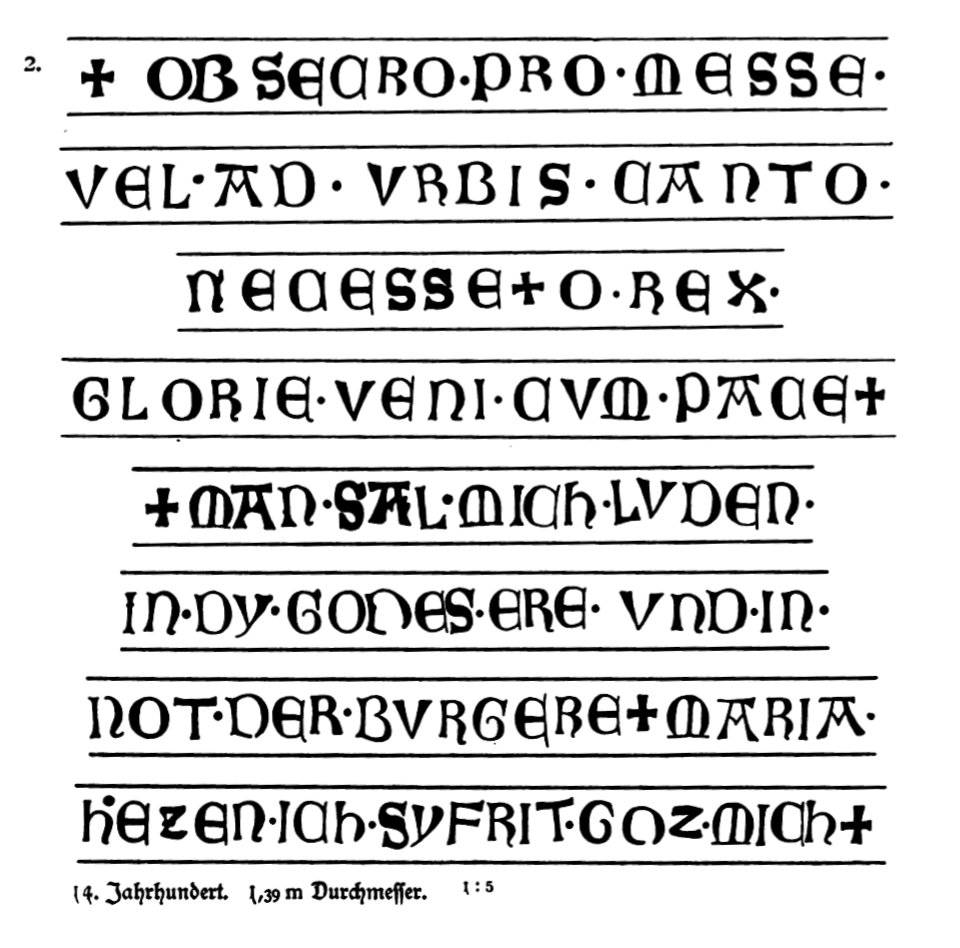
Inschrift der Marienglocke
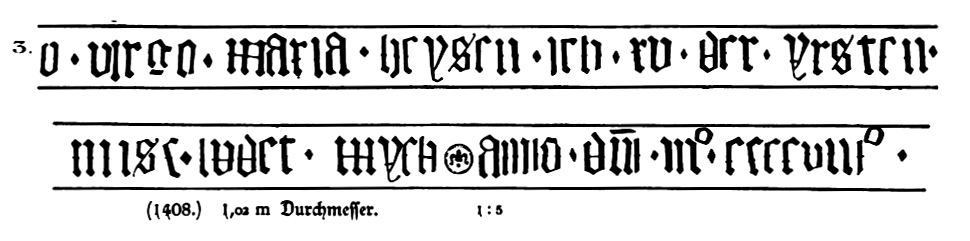
Inschrift der Abendglocke
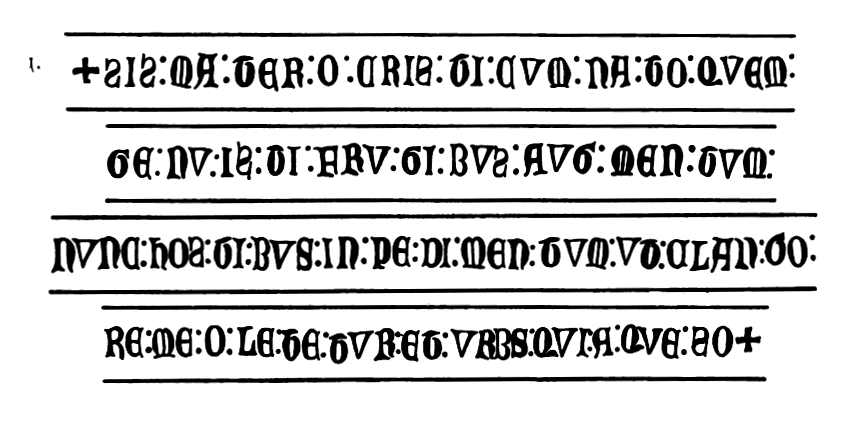
Inschrift der Zeichenglocke
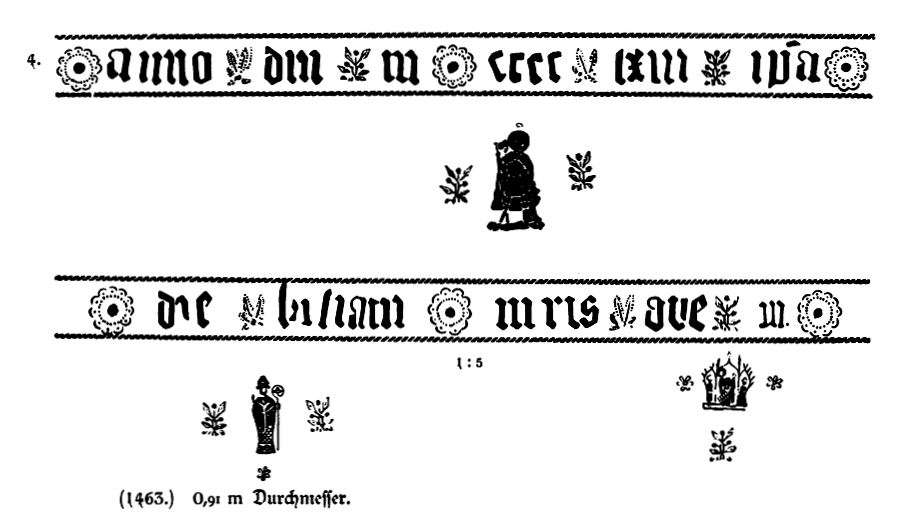
Inschrift der Stundenglocke

## Die Kirchturmuhr und ihre Geschichte

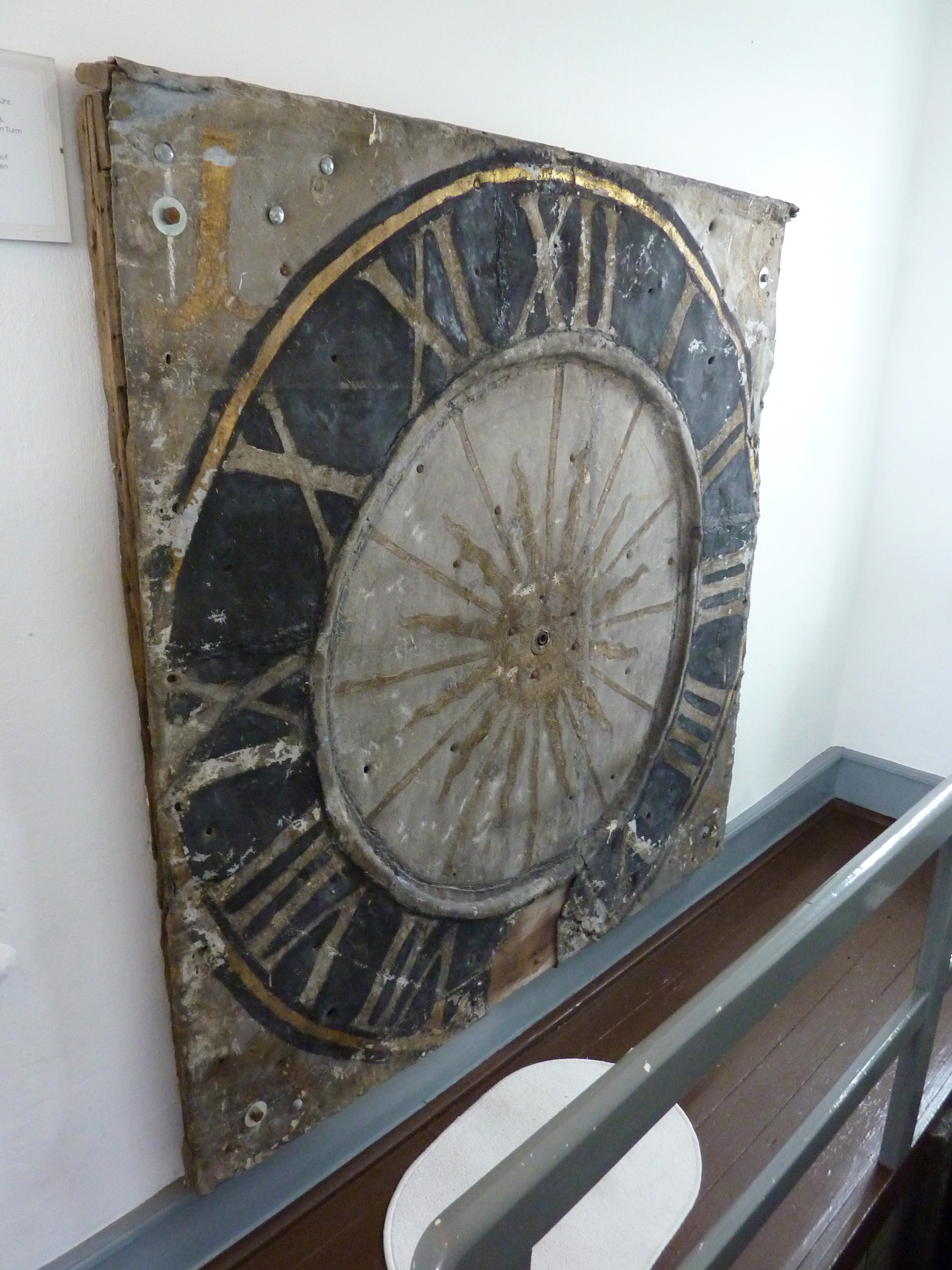
Zifferblatt der Turmuhr aus dem 16. Jahrhundert

Die Nikolaikirche hatte im Laufe der Jahrhunderte ihres Bestehens nacheinander mehrere Uhrwerke, die mehrfach verändert, repariert und ausgebaut wurden. Eine erste, sieben Zentner schwere Uhrglocke erhielt der neu errichtete Turm der Kirche im Jahr 1463, gegossen von Hanß Kannengießer. Das dazugehörige Uhrwerk besaß kein Zifferblatt, sondern verkündete die Zeit ausschließlich per Glockenschlag. Dieses Uhrwerk wurde 1486 an das Stift Keppel verkauft; ein direkter Nachfolger ist durch mehrere Rechnungen an die Stadt Siegen für Reparaturen und Wartung belegt.
Im Jahr 1529 wurde erneut eine neue Turmuhr installiert, gebaut von Claß Zoltzbechern aus Limburg, die bereits nach vier Jahren Betrieb reklamiert wurde. Ein Blitzschlag in den Turm im Winter 1536/1537 beschädigte diese Uhr. Auf Ratsbeschluss hin kaufte die Stadt etwa 1546 eine neue Uhr mit Zifferblättern, die vom Frankfurter Uhrmacher Friedrich Fröhlich angefertigt wurde. Im Jahr 1572 stellte Johan Brueysen aus Dillenburg deren Schlagwerk auf holländischen Wechselschlag um – jeder Stundenschlag erfolgt nach diesem System auf zwei verschiedenen Glocken zweimal unmittelbar nacheinander. Ab 1600 ist durch Rechnungen für Kohle belegt, – fünf Albus „für kohlen, so den winter im harten frost bei der uhr verbraucht“ – dass die Glockenstube im Winter beheizt wurde. Dies geschah, um den Stillstand der Uhr durch zähflüssig gewordenes Öl im Uhrwerk zu verhindern. Anlässlich der Erhebung von Fürst Johann Moritz in den Fürstenstand im Jahr 1658 wurden zeitgleich mit der Errichtung des Krönchens auf der Turmspitze die Zeiger der Uhr vergoldet.
Bis etwa 1683 wurde das Uhrwerk der Nikolaikirche von Uhrgewichten angetrieben, deren Seile wegen Verschleißes jährlich ausgetauscht werden mussten. In jenem Jahr erfolgte der Umbau des Uhrwerks auf den Betrieb mit Pendel und Spindelhemmung, der auch die Ganggenauigkeit der Uhr verbesserte. Im Frühjahr 1885 bekam die Turmuhr wiederum ein neues Uhrwerk, gebaut von der Firma J. D. Weule aus Bockenem im Harz. Dieses Uhrwerk ist bis in die Gegenwart im Turm der Nikolaikirche in Betrieb. Seitdem erfolgte Änderungen waren die Umstellung von mechanischer Hemmung auf elektrisches Zeigerwerk im Jahr 1930 sowie im Jahr 2001 die Reparatur der aus dem 19. Jahrhundert stammenden Kupferspulen. Im selben Jahr wurde die Uhr mit einer elektronisch betriebenen Funkuhr ausgestattet.
Ein historisches Zifferblatt der Turmuhr aus dem 16. Jahrhundert ist in der ehemaligen Glöcknerwohnung unter der Haube des Turms der Nikolaikirche ausgestellt (siehe nebenstehendes Foto).

## Gemeinde
Das Gemeindehaus Altstadt der ehemaligen Evangelischen Nikolai-Kirchengemeinde Siegen steht hinter der Kirche an der unmittelbar südlich an das Kirchengebäude angrenzenden Pfarrstraße. Obwohl die Nikolaikirche erst nach der Reformation im 16. Jahrhundert zur Pfarrkirche der Stadt Siegen wurde, ist der Name Bii den Parre („Bei der Pfarre“) bereits seit einem Wortzinsregister aus dem Jahr 1404 belegt; der Name Pfarre beziehungsweise Pfarrstraße ist seit 1840 aus Einwohnerverzeichnissen überliefert.
Das Gemeindeleben ist geprägt von seelsorgerischen und kulturellen Angeboten in der Kirche und im Gemeindehaus Altstadt. Die Kirche ist auch ein Ort der Kirchenmusik, so beheimatet sie zum Beispiel die Kantorei Siegen. Der zweimonatlich von der evangelischen Nikolai-Kirchengemeinde herausgegebene Gemeindebrief trug, bezugnehmend auf das Wahrzeichen der Kirche und der Stadt Siegen, den Titel Unterm Krönchen. 
Seit dem 1. Januar 2022 ist die Nikolai-Kirchengemeinde mit zwei Nachbargemeinden (Christus und Erlöser) zur Lukas-Kirchengemeinde fusioniert. Sie gehört zum Kirchenkreis Siegen-Wittgenstein der Evangelischen Kirche von Westfalen.